# Stefan Aleksander Potocki
Stefan Aleksander Potocki, czasami Szczepan Potocki herbu Pilawa (ur. ok. 1662, zm. 1726 lub 1 sierpnia 1727 w Horodence) – wojewoda bełski w latach 1720–1726, strażnik wielki koronny w 1697 roku, łowczy wielki koronny w 1687 roku, starosta kaniowski, jabłonowski w 1705 roku, grodecki w 1713 roku, starosta trembowelski w latach 1709–1718. Ojciec Mikołaja Bazylego Potockiego.

## Wywód genealogiczny
| 4. Stefan Potocki    |  |                  |  |  |                              |
|                      |  | 2. Jan Potocki   |  |  |                              |
| 5. Maria Mohylanka   |  |                  |  |  |                              |
|                      |  |                  |  |  | 1. Stefan Aleksander Potocki |
| 6. Aleksander Cetner |  |                  |  |  |                              |
|                      |  | 3. Teresą Cetner |  |  |                              |
| 7. Anna Zamoyska     |  |                  |  |  |                              |
|                      |  |                  |  |  |                              |

## Życiorys

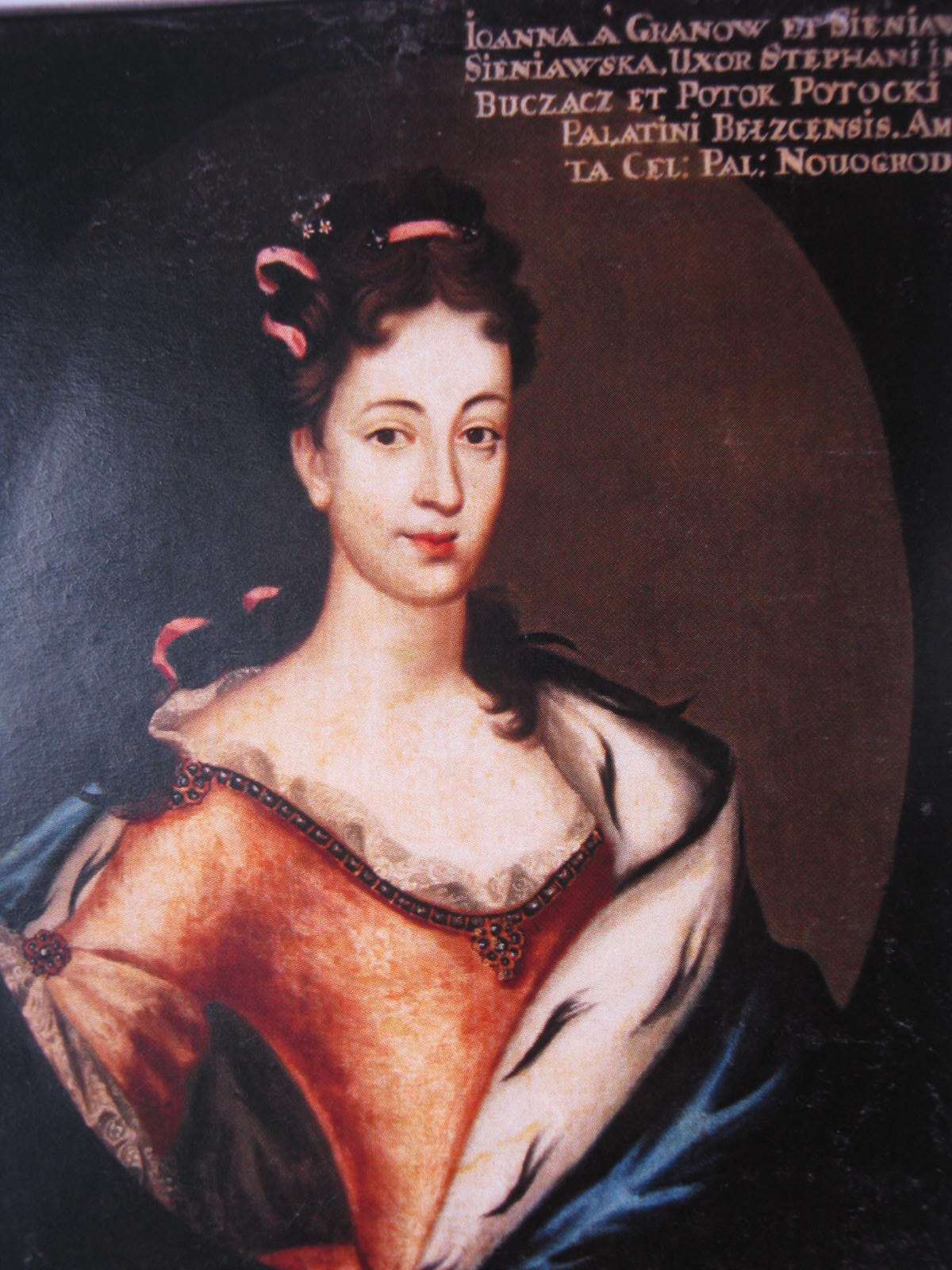
Małżonka Joanna z Sieniawskich

Rozpoczął karierę wojskową jako pułkownik wojsk koronnych. W 1688 został łowczym wielkim koronnym.
W 1694 pobił dotkliwie buzdyganem szwagra – wojewodę bracławskiego Jana Gnińskiego (syna podkanclerza Jana Krzysztofa Gnińskiego), za co król Jan III później przyjął przeprosiny. W lipcu tego samego roku zdecydowano o małżeństwie z Joanną Sieniawską, córką Mikołaja Hieronima Sieniawskiego, siostrą Adama M. Sieniawskiego. Ślub odbył się 2 stycznia 1695. Brat Аdam Sieniawski był przeciwko, podejrzewając, że Stefan Potocki zainteresowany jest jedynie sporym posagiem jego siostry. Zaraz po ślubie w lutym 1695 S. Potocki podążył pod Lwów, który oblegali Tatarzy. W epizodzie lwowskim został dotkliwie ranny w ramię. Zbierał informacje o wydarzeniach w Jassach, na Krymie i Budziaku.
Strażnik wielki koronny w latach 1692–1697. Poseł sejmiku halickiego na sejm 1685 roku, sejm nadzwyczajny 1688/1689 roku. Poseł sejmiku podolskiego na sejm konwokacyjny 1696 roku. Po zerwanym sejmie konwokacyjnym 1696 roku przystąpił 28 września 1696 roku do konfederacji generalnej. W 1701 sejmik halicki powierzył mu mandat na Sejm. Poseł na sejm 1701 roku i sejm z limity 1701-1702 roku z ziemi halickiej. 19 sierpnia 1703 S. Potocki wydał spis praw dla Cechu Szewskiego w Potoku Złotym. Dwa lata później, we wrześniu 1705 uniemożliwił wojskom carskim wkroczenie do twierdzy zamojskiej.
Był członkiem konfederacji sandomierskiej 1704 roku.
Fundator (wraz z żoną Joanną) klasztoru bazyliańskiego w Buczaczu. W tym mieście na prawym brzegu Strypy wybudował pałac o smaku nowożytnym z dwoma oficynami.
Na początku XVIII w. sprowadził kilkadziesiąt rodzin Ormian do Horodenki, fundując im w 1707 r. kościół ormiański pw. Niepokalanego Poczęcia Najświętszej Marii Panny.
Od 1717 zaczął często chorować. W 1718 odznaczony Orderem Orła Białego. Pełnił też urzędy: wojewody bełskiego od 1720. Był starostą trembowelskim i kaniowskim na terenie obecnej Ukrainy. Od marca 1726 był poważnie chory.
Według danych księdza Sadoka Barącza Stefan Aleksander Potocki zmarł wczesnym rankiem 1 sierpnia 1727, miał wtedy 65 lat. Nieco później Jerzy Sewer Dunin-Borkowski powtórzył 1 sierpnia 1727 jako datę śmierci oraz dodał, że Potocki zmarł w Horodence. Andrzej Link-Lenczowski twierdził, że S. A. Potocki umarł w 1726, datę tę powtórzył Tomasz Henryk Skrzypecki. Ciało zmarłego zostało złożone bez pogrzebu w krypcie rodzinnej Cetnerów w klasztorze oo. Dominikanów w Podkamieniu, wnętrzności zostały złożone w grobowcu św. Anny w starej farze buczackiej.